# العبرات (كتاب)
العبرات كتاب من تأليف الأديب والكاتب المصري مصطفى لطفي المنفلوطي، أُصدرَ عام 1915م، حيث تدور قصص الكتاب حول العديد من المواضيع التي كانت تشغل المجتمع في ذلك الوقت، ويجمع بين دفتيه شكلين من القصص القصيرة: أما الشكل الأول يتألف من أربع قصص قصيرة ألفها المنفلوطي استجابةً لما في نفسه من رغبة في العمل القصصي وهي على التوالي: اليتيم، الحجاب، الهاوية، العقاب.
يذكر أن القصة الأخيرة في منزلة وسطى بين الوضع والصياغة، أي أنه اقتبسها من قصة أمريكية بعنوان «صراخ القبور» أما الشكل الثاني من قصص هذا الكتاب فيتألف من أربع، هي على التوالي: الشهداء، الذكرى، الجزاء، الضحية، وفي طبعة حديثة للكتاب أدرجت الانتقام. أما الطبعة الأولى فكانت خلواً من هذه القصة، لأنها كانت قد أدرجت في عداد قصص كتاب النظرات الجزء الثالث.
تُرجم هذا الكتاب إلى اللغة الفارسية بعنوان قطره های اشک، والمترجم هو باقر المنطقي التبريزي.